# Izquierda Liberal (España)

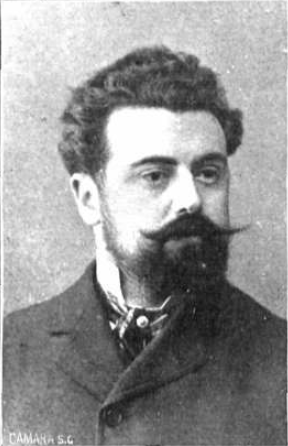
Alba hacia 1912.

La Izquierda Liberal, también conocida como Izquierda Liberal Monárquica o Izquierda Dinástica, fue una facción política que existió en España durante el período de crisis de los partidos dinásticos de la Restauración. Surgida en torno a la figura de Santiago Alba, se nutrió de cuadros procedentes del Partido Liberal. A sus miembros también se les conoció como «Albistas», por el apellido de su líder.
Surgiría en noviembre de 1917 como una escisión capitaneada por Santiago Alba respecto del grupo «demócrata» que dirigía Manuel García Prieto. Su nacimiento se produjo en un momento en que las querellas internas del Partido Liberal habían alcanzado su clímax, polarizándose la formación en torno a las figuras del conde de Romanones y García Prieto, seguidos por sus respectivas camarillas. A pesar del nombre que este nuevo grupo adoptó —la «Izquierda Liberal»—, su composición sociológica no se diferenciaba mucho de las otras facciones liberales.
Santiago Alba apadrinaba un programa económico y social de carácter avanzado, que en político buscaba integrar en el sistema político de la Restauración a los republicanos y socialistas, a la vez que establecer una alianza con los reformistas de Melquíades Álvarez.
A la Izquierda Liberal pertenecieron personalidades como Guillermo Moreno Calvo, Joaquín Chapaprieta, Gregorio de Balparda, etc. Formaron parte de su junta directiva el propio Santiago Alba, Joaquín Chapaprieta, Mariano Matesanz, José Gascón, G. Llompart o el conde de Santa Engracia.
En las elecciones de 1918 los albistas obtendrían treinta diputados; cinco años después, en los comicios de 1923, su tamaño había aumentado hasta los cuarenta diputados.